# Walter Benson Rubusana

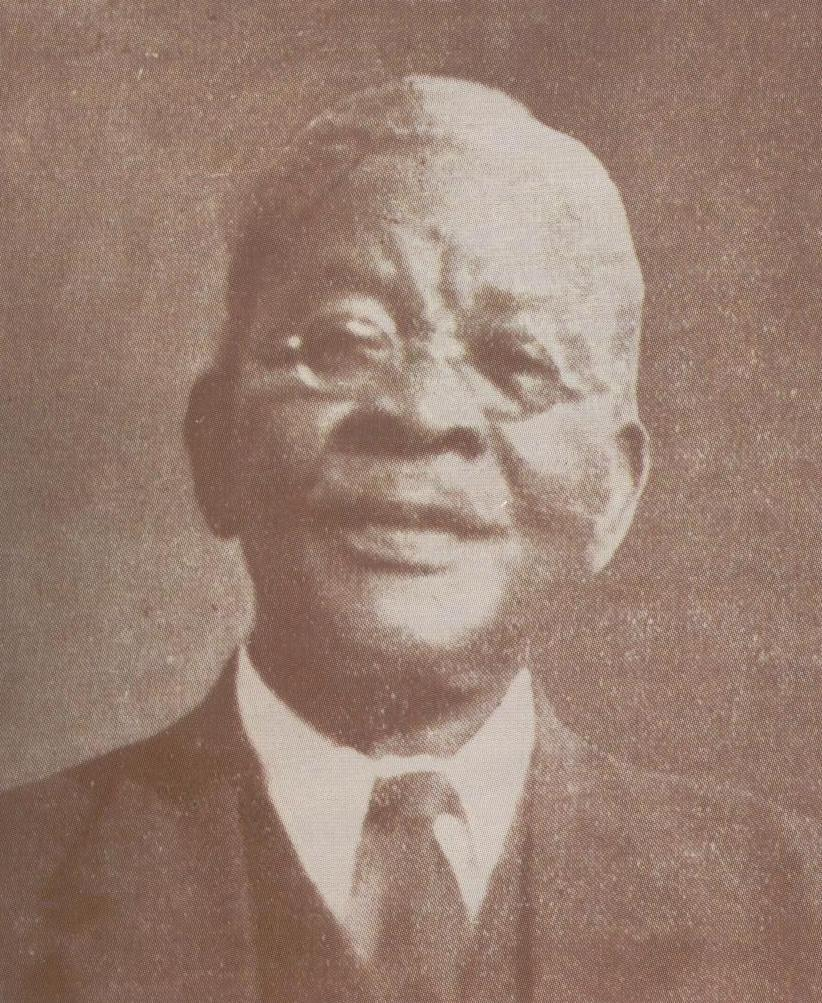
Walter Rubusana

Walter Benson Rubusana (* 21. Februar 1858 in Mnandi, Somerset East; †  17. April 1936 in East London; vollständiger Name Mpilo Walter Benson Rubusana) war ein südafrikanischer Politiker, kongregationalistischer Pfarrer und Gründungsmitglied des South African Native National Congress (SANNC).

## Leben

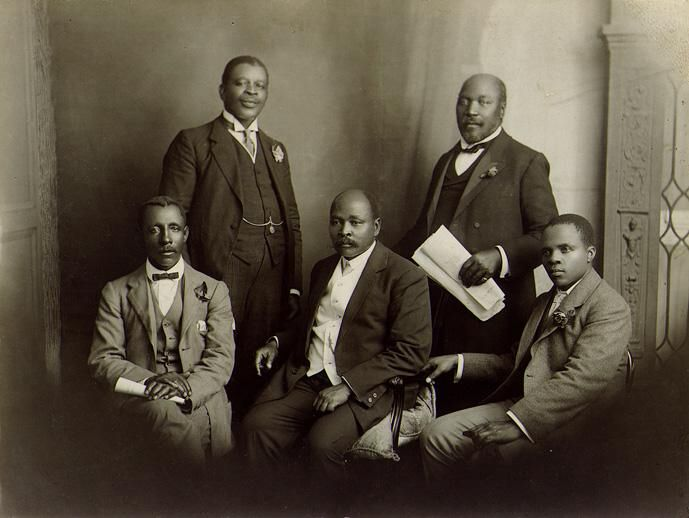
Delegation des SANNC in London, Juni 1914. Links nach rechts: Thomas Mapike, Walter Rubusana, John Dube, Saul Msane, Sol Plaatje

Rubusanas Vater war Berater des Xhosa-Königs Sandile ka Ngqika. Er wurde in christlichem Sinne erzogen und besuchte nach der Grundschule das Lovedale College, eine Missionsschule. 1878 beendete er seine Ausbildung mit der Erlaubnis, als Lehrer tätig zu sein. Er blieb jedoch bis 1880 am College und studierte Theologie, im Anschluss nahm er eine Stelle als Hilfslehrer in einer Missionsstation an. 1884 wurde er zum Pfarrer ordiniert und nach East London versetzt.
Rubusana blieb bis zu seinem Lebensende in East London und begann dort seine politische Karriere. Im Burenkrieg unterstützte er die britische Seite und warb für deren Sieg. 1904 begleitete er den Thembu-König zur Krönungsfeier von Edward VII. Er blieb bis 1905 in London und veröffentlichte dort sein erstes Buch. 1909 wurde er in Bloemfontein zum Präsidenten der South African Native Convention gewählt; in dieser Funktion reiste er als Vertreter der schwarzen Bevölkerung 1910 zusammen mit Abdullah Abdurahman für die Coloureds sowie einem weißen Abgeordneten und weiteren nach London, um gegen die Gründung der Südafrikanischen Union zu protestieren. Die Reise war erfolglos, nur der Status der Hochkommissariate wurde beibehalten. Nach seiner Rückkehr kündigte Rubusana an, für den Provinzrat der Kapprovinz zu kandidieren. Aufgrund seiner guten kirchlichen und publizistischen Kontakte gewann er die Wahl und wurde das erste schwarze Mitglied der Versammlung. 1911 reiste er erneut nach London und nahm am Universal Races Congress teil. Der Austausch auf dem Kongress bestärkte ihn in der Ansicht, dass eine national-afrikanische Organisation notwendig sei.
Am 8. Januar 1912 wurde der South African Native National Congress (SANNC) als Vorläuferorganisation des African National Congress gegründet, neben Rubusana gehörten Pixley ka Isaka Seme, John Langalibalele Dube und Sol Plaatje zu den Gründungsmitgliedern. Rubusana wurde zu einem der Vizepräsidenten gewählt und engagierte sich stark bei den Aktionen gegen den Natives Land Act. 1914 wurde er nicht wieder in den Provinzrat gewählt; er verlor gegen John Tengo Jabavu. Bei Ausbruch des Ersten Weltkrieges bot Rubusana an, 5000 Mann zu rekrutieren, wenn die Regierung sie an den Waffen ausbilden könne. Auch weitere Führer des SANNC zeigten sich loyal gegenüber der Regierung und boten Unterstützung an. Jan Christiaan Smuts dankte ihnen zwar dafür, lehnte die Angebote jedoch ab. 1919 zog sich Rubusana aus der Politik zurück.
Rubusana war verheiratet mit Deena Nzanzana, sie hatten fünf Töchter und einen Sohn.

## Auszeichnungen
- Ehrendoktor der University of Chicago (1905?)
- Supreme Counsellor of the Order of Luthuli (postum 2008)